# Love Hurts (album Cher)
Love Hurts – dwudziesty album studyjny amerykańskiej piosenkarki Cher, który został wydany 13 czerwca 1991 roku. Love Hurts był ostatnim albumem Cher z wytwórnią Geffen po czteroletnim kontrakcie nagraniowym.
Krążek zadebiutował w Wielkiej Brytanii na pierwszym miejscu i pozostał tam przez sześć kolejnych tygodni. Po zakończeniu panowania na szczycie pozostał w pierwszej trójce jeszcze przez pięć tygodni i stał się najlepiej sprzedającym się albumem żeńskim roku. Podczas gdy album radził sobie wyjątkowo dobrze na liście UK Albums Chart w Wielkiej Brytanii, to single odniosły umiarkowany sukces. „Love and Understanding” był jedynym hitem na listach przebojów, osiągając miejsce dziesiąte w Zjednoczonym Królestwie oraz siedemnaste w Stanach Zjednoczonych.

## Informacje o albumie
Album został nagrany na przełomie lat 1990 i 1991, w pierwszym roku związku Cher z Richiem Samborą, gitarzystą Bon Jovi. Artystka poświęciła album jemu i „każdemu mężczyźnie, który sprawił, że uroniła łzę”.
Love Hurts zawiera cztery covery: „Save Up All Your Tears” nagrany pod koniec lat 80. przez Bonnie Tyler i Robina Becka, piosenkę Kiss „A World Without Heroes” nagraną w 1981 roku, „Fires Of Eden” nagraną przez Judy Collins w 1990 roku oraz „Love Hurts”, remake wersji z 1975 roku, którą Cher wcześniej nagrała na swój album Stars. Tym razem piosenka była bardziej pop-rockowa niż ballada z 1975 roku. Oryginalna wersja została wydana przez Everly Brothers w 1960 roku; jednak najpopularniejszą wersją piosenki (i jedyną wersją „Love Hurts”, która stała się hitem w Stanach Zjednoczonych, osiągając 8. miejsce na liście Billboard Hot 100 na początku 1976 roku) była ta nagrana przez szkocki hard rock zespół Nazareth. Ponadto europejska wersja albumu zawiera również światowy hit „The Shoop Shoop Song (It’s in His Kiss)” (pierwotnie nagrany przez Betty Everett w 1963 roku), który został wydany jako singiel w Stanach Zjednoczonych w 1990 roku jako promocja filmu z udziałem Cher pt. Syreny, na którego ścieżce dźwiękowej pojawił się po raz pierwszy.
W przeciwieństwie do poprzednich albumów Heart of Stone i Cher, krążek cieszył się mniejszym zainteresowaniem w Ameryce Północnej, ale mimo to uzyskał status złotej płyty w Stanach Zjednoczonych i platynowej w Kanadzie, za osiągnięcie sprzedaży odpowiednio 500 000 i 100 000 egzemplarzy. W krajach Europy, a także w Australii i Nowej Zelandii, album odniósł duży sukces zajmując wysokie miejsce na listach najlepiej sprzedających się albumów.
„I'll Never Stop Loving You”, którego współautorem jest David Cassidy, został wydany rok później na jego albumie zatytułowanym Didn't You Used To be?.

## Lista utworów
| Nr  | Tytuł utworu                                                            | Autorzy                                                    | Produkcja             | Długość |
| --- | ----------------------------------------------------------------------- | ---------------------------------------------------------- | --------------------- | ------- |
| 1.  | „Save Up All Your Tears”                                                | Diane Warren, Desmond Child                                | Bob Rock, Richie Zito | 4:00    |
| 2.  | „Love Hurts”                                                            | Boudleaux Bryant, Felice Bryant                            | Zito                  | 4:18    |
| 3.  | „Love and Understanding”                                                | Warren                                                     | Warren, Guy Roche     | 4:44    |
| 4.  | „Fires of Eden”                                                         | Mark Goldenberg, Kit Hain                                  | Peter Asher           | 3:43    |
| 5.  | „I'll Never Stop Loving You”                                            | David Cassidy, John Wetton, Sue Shifrin                    | Rock, Zito            | 3:57    |
| 6.  | „One Small Step” (z Richardem Page)                                     | Barry Mann, Brad Parker, Wendy Waldman                     | Asher                 | 3:28    |
| 7.  | „A World Without Heroes”                                                | Bob Ezrin, Gene Simmons, Lou Reed, Paul Stanley            | Steve Lukather        | 3:09    |
| 8.  | „Could've Been You”                                                     | Arnie Roman, Bob Halligan Jr.                              | Asher                 | 3:30    |
| 9.  | „When Love Calls Your Name”                                             | Jimmy Scott, Tomas Snow                                    | Asher                 | 3:32    |
| 10. | „When Lovers Become Strangers”                                          | Warren                                                     | Warren, Roche         | 4:46    |
| 11. | „Who You Gonna Believe”                                                 | Gerald Marquez, Kevin Chalfant, Joe Marquez, Steve Fontano | Zito                  | 4:47    |
| 12. | „The Shoop Shoop Song (It’s in His Kiss)” (bonus w Europie i Australii) | Rudy Clark                                                 | Asher                 | 2:51    |
|     |                                                                         |                                                            |                       | 46:45   |

## Notowania
| Lista przebojów (1991)              | Najwyższa pozycja |
| ----------------------------------- | ----------------- |
| Australia (ARIA Charts)             | 15                |
| Austria (Ö3 Austria Top 40)         | 1                 |
| Dania (Album Top-40)                | 3                 |
| European Albums (Billboard)         | 3                 |
| Finlandia (Suomen virallinen lista) | 28                |
| Grecja (IFPI Greece)                | 2                 |
| Holandia (MegaCharts)               | 45                |
| Irlandia (IRMA)                     | 1                 |
| Islandia (Íslenski Listinn Topp 10) | 1                 |
| Kanada (RPM)                        | 29                |
| Niemcy (GfK Entertainment)          | 6                 |
| Norwegia (VG-lista)                 | 1                 |
| Nowa Zelandia (Recorded Music NZ)   | 4                 |
| Szwajcaria (Alben Top 100)          | 3                 |
| Szwecja (Sverigetopplistan)         | 3                 |
| USA (Billboard 200)                 | 48                |
| Wielka Brytania (UK Albums Chart)   | 1                 |

| Lista przebojów (1991)                   | Pozycja |
| ---------------------------------------- | ------- |
| Austria (Ö3 Austria Top 40)              | 7       |
| Europa (Top 100 Albums)                  | 18      |
| Niemcy (GfK Entertainment)               | 32      |
| Norwegia Summer Period Albums (VG-Lista) | 1       |
| Nowa Zelandia (Recorded Music NZ)        | 35      |
| Szwajcaria (Alben Top 100)               | 13      |
| Wielka Brytania (OCC)                    | 9       |

| Lista przebojów (1992)     | Pozycja |
| -------------------------- | ------- |
| Europa (Top 100 Albums)    | 93      |
| Niemcy (GfK Entertainment) | 80      |
| Wielka Brytania (OCC)      | 93      |

## Certyfikaty
| Kraj                          | Certyfikat | Sprzedaż   |
| ----------------------------- | ---------- | ---------- |
| Australia (ARIA)              | Platyna    | 70 000+    |
| Austria (IFPI)                | Platyna    | 50 000+    |
| Kanada (Music Canada)         | Platyna    | 100 000+   |
| Niemcy (BVMI)                 | Platyna    | 500 000+   |
| Nowa Zelandia (RIANZ)         | Platyna    | 15 000+    |
| Stany Zjednoczone (RIAA)      | Złoto      | 600 000+   |
| Szwajcaria (IFPI Switzerland) | Platyna    | 50 000+    |
| Szwecja (GLF)                 | Platyna    | 100 000+   |
| Wielka Brytania (BPI)         | 3x Platyna | 1 000 000+ |